# Ronald Searle
Ronald Searle, född 3 mars 1920 i Cambridge i England, död 30 december 2011 i Haute Provence, var en brittisk konstnär och satirisk serietecknare.

## Biografi
Searle började rita i femårsåldern och efter skolan studerade han vid Cambridge College of Arts and Technology (nu Anglia Ruskin University) i två år.
År 1939 övergav han sina konststudier att värva sig till krigstjänst i Royal Engineers. I januari 1942 stationerades han i Singapore och blev efter en månads striderna i Brittiska Malaya, tillfångatagen av japanerna. Han tillbringade resten av kriget som fånge, först i Changifängelset och sedan i Kwaidjungeln, med arbete på Siam-Burma Death Railway. Han frigavs i slutet av 1945 efter det slutliga japanska nederlaget i kriget. Omedelbart efter kriget anlitades han som tecknare i rättssalen under Nürnbergrättegångarna.
År 1961 flyttade han till Paris och gifte sig med Monica Koenig, en målare, teater- och smyckesdesigner. Efter 1975 bodde och arbetade de i bergen i Haute Provence.

## Konstnärskap
Searle publicerade den första St. Trinians-teckningen i tidningen Lilliput 1941, men hans yrkeskarriär började på allvar med hans dokumentation av de brutala lägervillkoren under hans tid som japansk krigsfånge under andra världskriget i en serie teckningar som han gömde under madrasserna hos fångar som dog av kolera. Han ville återge för eftervärlden vad som verkligen hände i lägret med cirka 300 av sina teckningar. Efter befrielsen 1945 och återkomsten till England, publicerade han flera av teckningarna i medfången Russell Braddons The Naked Island.
De flesta av dessa teckningar visas i hans bok To the Kwai and Back, War Drawings 1939-1945. I boken skrev han också om sina erfarenheter som fånge, inklusive den dag han vaknade och hittade en död vän på vardera sidan om sig, och en levande orm under huvudet.
Åtminstone en av hans teckningar visas på Changi Museum i Singapore, men huvuddelen av hans originalarbeten finns i den permanenta samlingen av Imperial War Museum, London, tillsammans med verk av andra POW-konstnärer. Den mest kända av dessa är John Mennie, Jack Bridger Chalker, Philip Meninsky och Ashley George Old.
Searle producerade en stor volym av teckningar under 1950-talet, bland annat teckningar för Life, Holiday och Punch. Hans karikatyrerna publicerades i The New Yorker, The Sunday Express och News Chronicle. Han sammanställde flera St. Trinian-böcker, som baserades på hans systers skola och andra flickskolor i Cambridge. Förutom annonser och affischer, ritade han också titelbakgrunder i Sidney Gilliats och Frank Launders film The Happiest Days of Your Life.
Efter att ha flyttat till Paris 1961, arbetade han mer med reportage för Life och Holiday och mindre på karikatyrerna. Han fortsatte också att arbeta i ett brett spektrum av media och skapade böcker (inklusive hans välkända kattböcker), animerade filmer och skulpturer för minnesmedaljer, både för den franska myntverket och British Art Medal Society.
Searles arbete har haft stort inflytande, särskilt när det gäller hos amerikanska tecknare, såsom Pat Oliphant, Matt Groening, Hilary Knight, och animatörer i Disneys 101 dalmatiner.

## Priser och utmärkelser
Searle fick mycket erkännande för sitt arbete, särskilt i USA, bland annat Reuben Advertising Award och Illustration Award 1959 och 1965, Reuben Award 1960, deras Illustration Award 1980 och deras Advertising Award 1986 och 1987.
Searle utnämndes till Commander of the Order of the British Empire 2004. År 2007 blev han dekorerad med en av Frankrikes högsta utmärkelser, Chevalier de la Légion d'honneur, och 2009 fick han Verdienstorden der Bundesrepublik Deutschland.